# Муха Віталій Петрович
Віталій Петрович Муха (17 травня 1936, місто Харків — 22 травня 2005, селище Кудряшовський біля міста Новосибірська, Російська Федерація) — російський та радянський діяч, 1-й секретар Новосибірського обласного комітету КПРС, голова адміністрації Новосибірської області, губернатор Новосибірської області. Народний депутат Росії. Депутат Ради Федерацій Російської Федерації (1996—2000). Член ЦК КПРС у 1990—1991 роках. Доцент, дійсний член Житлово-комунальної академії Російської Федерації.

## Біографія
Народився в родині робітників. У 1960 році закінчив Харківський авіаційний інститут за спеціальністю інженер-механік.
З 1960 по 1966 рік працював майстром, заступником начальника цеху, начальником цеху Новосибірського авіаційного заводу імені Чкалова. Член КПРС з 1963 по серпень 1991 року.
У 1966—1973 роках — начальник відділу технічного контролю, заступник головного інженера, головний інженер Новосибірського заводу електротермічного обладнання.
У 1973—1975 роках — директор Новосибірського заводу електротермічного обладнання. У 1975—1982 роках — директор Новосибірського заводу електротермічного обладнання та генеральний директор виробничого об'єднання (ВО) «Сибелектротерм».
У 1982—1988 роках — генеральний директор виробничого об'єднання «Сибсільмаш» у Новосибірську.
У грудні 1988 — 30 жовтня 1989 року — 2-й секретар Новосибірського обласного комітету КПРС.
30 жовтня 1989 — 12 серпня 1990 року — 1-й секретар Новосибірського обласного комітету КПРС.
У квітні 1990 — листопаді 1991 року — голова Новосибірської обласної ради депутатів трудящих.
У 1990—1993 роках — народний депутат РРФСР (Російської Федерації) по Чулимському виборчому округу № 533 Новосибірської області. На I З'їзді народних депутатів РРФСР був членом депутатської групи «Комуністи Росії», починаючи з II з'їзду не входив до фракцій і блоків. З лютого 1992 до жовтня 1993 року і з 15 грудня 1996 року був головою ради Міжрегіональної асоціації «Сибірська угода».
26 листопада 1991 — 5 жовтня 1993 року — голова адміністрації Новосибірської області. Після розгону З'їзду народних депутатів та Верховної ради Російської Федерації в жовтні 1993 року, був знятий з посади голови адміністрації.
З 1993 року — голова ради директорів компанії «ТрансСибАвіа», голова ради директорів і віцепрезидент банку «Лівобережний» в Новосибірську. 24 грудня 1995 року у другому турі виборів був обраний першим губернатором Новосибірської області.
29 грудня 1995 — 14 січня 2000 року — губернатор Новосибірської області.
З січня 1996 року за посадою входив до Ради Федерації Російської Федерації, був членом Комітету з питань економічної політики. 19 грудня 1999 року посів третє місце у першому турі чергових виборів глави адміністрації Новосибірської області (18 % голосів) і вибув із подальшої боротьби. Потім — на пенсії в Новосибірську. 
Помер 22 травня 2005 року в селищі Кудряшовський біля Новосибірська від серцевого нападу. Похований 24 травня 2005 року на Заєльцовському цвинтарі Новосибірська.

## Нагороди
- орден Пошани (Російська Федерація) (17.05.1996)
- орден Трудового Червоного Прапора
- медаль «За громадянські заслуги» (Молдова) (29.11.1999)
- медалі